# Inteligentno padanje
Inteligentno padanje (engl. intelligent falling, akr. IF) parodija je pokreta inteligentnog dizajna (ID). Inteligentno je padanje pseudoznanstveno nadnaravno objašnjenje efekata gravitacije koje je postalo internetski fenomen. Šala potječe s useneta i pojavljuje se u nekoliko internetskih parodija. Članak o inteligentnom padanju na The Onionu opisuje da je slobodni pad uzrokovan "rukom Božjom" kao što je to prikazano na Michelangelovoj fresci u Sikstinskoj kapeli.

## Argumenti
Inteligentno padanje predlaže da znanstveno objašnjenje gravitacijske sile ne može objasniti sve aspekte tog fenomena, stoga bi valjalo povjerovati ideji da predmeti padaju zato što ih pomiče viša inteligencija. Štoviše, inteligentno padanje tvrdi da teorije koje objašnjavaju gravitaciju nisu interno konzistentne ni matematički usklađene s kvantnom mehanikom, što gravitaciju čini "teorijom u krizi". Inteligentno padanje također tvrdi da je gravitacija "samo teorija", parodirajući tvrdnje kreacionista o teorijskom statusu evolucije. Prijetvorni apologeti inteligentnog padanja zagovaraju da bi inteligentno padanje valjalo poučavati u školi zajedno s teorijom gravitacije da bi učenici mogli donijeti "neinformiranu odluku" o tom predmetu u skladu sa zahtjevima da se "poučava kontroverziju". Inteligentno padanje pronašlo je zajedničku osnovu s Crkvom Letećeg Špagetnog Čudovišta, sličnoj kritici inteligentnog dizajna, a u raspravama se ovo dvoje često zajedno spominje.

## Povijest
U lipnju 2002. godine korisnik s imenom Jeff Stubbs postavio je na grupe useneta alt.atheism i talk.origins nacrt pisma poslana uredniku u kojem se spominje "inteligentno hvatanje u koštac". Komentirao je: "Ne volim teoriju gravitacije i smatram osobnom uvredom da inženjeri dizajniraju strukture jedino razmatrajući fizičku masu. Što je s njihovim dušama? Predlažem da se na satima fizike također poučava teorija "inteligentnog hvatanja u koštac". Ne postoji način da slaba sila poput gravitacije može uopće držati sve na ovom planetu. To mora biti Bog koji, rabeći naše duše, drži sve na okupu." Nakon toga je Elf Sternberg na grupi useneta sci.skeptic napisao "ČPP o inteligentnom hvatanju u koštac". D. C. Simpson objavio je u svibnju 2005. godine strip I Drew This pod naslovom "Poučavanje gravitacije" (engl. Teaching Gravity). Nakon toga se pojavio Joshua Rosenau, diplomski student sa Sveučilišta u Kansasu, koji je predočio ideju na svojem blogu citiravši Isaaca Newtona. Inteligentno padanje bilo je u svibnju 2005. godine predmet jednog članka na The Onionu.
U siječnju 2010. indijsko novinsko satiričko mrežno mjesto Faking News iskoristilo je ideju da napiše novinsku patku: "Nestala jabuka bačena s Burdž Dubaija radi potvrde Newtonovih zakona". Turski znanstvenik prof. dr. Esat Rennan Pekünlü s Egejskog sveučilišta pogrešno je mislio da je inteligentno padanje bilo ozbiljno predloženo, pa je napisao članak u popularnu znanstvenom časopisu Cumhuriyet Bilim. Poslije je povukao članak.

## Više informacija
- religijska objašnjenja gravitacije
- inteligentni dizajn
- parodijska religija
- strategija klina

## Vanjske poveznice
- parodija na The Onionu  Arhivirana inačica izvorne stranice od 13. ožujka 2014. (Wayback Machine)
- intelligentattraction.com